# Volta ao Alentejo 2021
Volta ao Alentejo 2021 er den 39. udgave af det portugisiske etapeløb Volta ao Alentejo. Cykelløbets seks etaper bliver kørt fra 23. til 27. juni 2021. Løbet er en del af UCI Europe Tour 2021. Den oprindelige 38. udgave blev i 2020 aflyst på grund af coronaviruspandemien.

## Etaperne
| Etape    | Dato     | Start – Mål                       | type          | Afstand (km) | Etapevinder      | Førende rytter   |
| -------- | -------- | --------------------------------- | ------------- | ------------ | ---------------- | ---------------- |
| 1. etape | 23. jun. | Reguengos de Monsaraz – Beja      | flad etape    | 193,7        | Juan José Lobato | Juan José Lobato |
| 2. etape | 24. jun. | Almodôvar – Sines                 | flad etape    | 195,5        | Iúri Leitão      | Iúri Leitão      |
| 3. etape | 25. jun. | Alcácer do Sal – Mora             | kuperet etape | 171,7        | Iúri Leitão      | Iúri Leitão      |
| 4. etape | 26. jun. | Monforte – Castelo de Vide        | kuperet etape | 85           | Daniel Mestre    | Rafael Silva     |
| 5. etape | 26. jun. | Castelo de Vide – Castelo de Vide | enkeltstart   | 8,4          | Mauricio Moreira | Mauricio Moreira |
| 6. etape | 27. jun. | Portalegre – Évora                | flad etape    | 162,9        | Enrique Sanz     | Mauricio Moreira |